# واد المخازن
واد المخازن قرية مغربية بإقليم القنيطرة الساحلي، شمالي الرباط. تضم بلدة واد المخازن 8.384 نسمة (إحصاء 2004).